# Kazimierz Hołoga
Kazimierz Antoni Hołoga (ur. 18 stycznia 1913 w Poznaniu, zm. 12 września 1958 w Nowym Tomyślu) – polski lekarz chirurg, Sługa Boży.

## Życiorys
Urodził się w rodzinie kupca Wincentego i Marii z Białkowskich. Miał 2 siostry (Maria i Halina (s. Bonawentura)) i 3 braci (Józef, Marian i Stanisław). Z przyczyn ekonomicznych rodzina przeprowadzała się - naukę rozpoczął w Lesznie, dokąd dojeżdżał z Karchowa. 13 listopada 1931 został przyjęty do Sodalicji Mariańskiej pw. NMP Niepokalanie Poczętej i św. Stanisława Kostki w Gnieźnie. W 1932 zdał egzamin maturalny w Państwowym Gimnazjum im. Bolesława Chrobrego w Gnieźnie, odbył roczną służbę wojskową. W 1934 ukończył szkołę podchorążych w stopniu oficera rezerwy. W 1935 rozpoczął studia medyczne na Wydziale Lekarskim Uniwersytetu Poznańskiego.
Po wybuchu II wojny światowej, we wrześniu 1939 służył w kolumnach sanitarnych. W czasie okupacji przebywał m.in. w Poznaniu, później w Warszawie, gdzie pracował fizycznie w browarze. W 1941 zatrzymany w ulicznej łapance, trafił na Pawiak. Cudem udało mu się wydostać z niego, krótko przed wywiezieniem transportem do Auschwitz-Birkenau. Przeniósł się do Krakowa, gdzie od 1 grudnia 1941 do 31 maja 1942 pracował w laboratorium prof. Odo Bujwida przy Zakładach Produkcji Surowic i Szczepionek. W konspiracji kontynuował studia medyczne, które ukończył uzyskaniem dyplomu 27 lutego 1942. W sierpniu 1942 podjął pracę w prowadzonym przez siostry szarytki, szpitalu św. Wincentego á Paulo w Lublinie. Tu nawiązał kontakt z Armią Krajową i wstąpił do ruchu oporu na Lubelszczyźnie. W roku 1944, po wyzwoleniu Lublina przez Armię Czerwoną, został zmobilizowany i wcielony do 2 Armii Wojska Polskiego. Skierowany do pracy w Szpitalu Ewakuacyjnym nr 64, służył w wojsku do demobilizacji (11 stycznia 1946 w Bydgoszczy).
Po wojnie pracował w Szpitalu Sióstr Elżbietanek w Poznaniu jako asystent prof. Józefa Granatowicza na oddziale chirurgicznym. W 1951 został przeniesiony karnie przez komunistów do Nowego Tomyśla, gdzie objął stanowisko dyrektora szpitala powiatowego. Charakteryzował się tu społeczną postawą, świadcząc ponadobowiązkową pomoc, bezpłatnie lecząc biednych i ofiarnie walcząc o życie w przypadkach beznadziejnych (niektórzy pacjenci nazywali go „cudotwórcą”). Przed każdą operacją odmawiał modlitwę. Nie zgadzał się na aborcję. 13 stycznia 1955 został odznaczony Medalem 10-lecia Polski Ludowej.
Zmarł w 1958 na raka jelit, wpatrując się w trzymany w rękach krzyż. Został pochowany na cmentarzu parafialnym w Nowym Tomyślu. Uroczystościom pogrzebowym, w których uczestniczyło kilkunastu kapłanów i ok. 6 tysięcy ludzi, przewodniczył ówczesny biskup pomocniczy archidiecezji poznańskiej – Franciszek Jedwabski. 
20 lipca 2016 Kongregacja Spraw Kanonizacyjnych wyraziła zgodę na rozpoczęcie procesu beatyfikacyjnego Kazimierza Hołogi. 12 września 2016 odbyła się pierwsza sesja Trybunału Beatyfikacyjnego w tej sprawie. Postulatorem procesu beatyfikacyjnego jest ks. Krzysztof Różański z Konarzewa.

## Życie prywatne
12 sierpnia 1944 w Lublinie ożenił się z Marią z Rochalskich, studentką farmacji. Mieli jednego syna Jana.

## Upamiętnienie
- Zespół Szkół Zawodowych i Licealnych w Nowym Tomyślu (od 2006)[7] oraz Szpital Powiatowy w Nowym Tomyślu noszą jego imię[9].
- Dr Kazimierz Hołoga jest patronem, ustanowionego przez Zarząd Województwa Wielkopolskiego oraz Wielkopolską Izbę Lekarską, odznaczenia „Wielkopolski Lekarz z Sercem”, które promuje działalność charytatywną i społeczną lekarzy[10].
- Utworzone w 2022 Towarzystwo Wspierania Chorych i Potrzebujących „Pelikan” nosi imię dra Kazimierza Hołogi[11].